# Осман Букари
Осман Букари (енгл. Osman Bukari; Акра, 13. децембар 1998) јесте гански фудбалер. Игра на крилним позицијама, а тренутно наступа за Остин.

## Клупска каријера

### Тренчин
Први европски клуб Османа Букарија у професионалном фудбалу је Тренчин, у који је прешао у јулу 2018. године прешао из Акра Лајонса. За две године проведене у Словачкој, Букари је био један од најбољих фудбалера Тренчина, за који је одиграо 66 утакмица, постигао 16 голова и забележио 25 асистенција. У сезони 2019/20 је проглашен званично најбољим фудбалером Тренчина, а уврштен је у најбољих 11 словачке лиге, а био је и у скраћеном избору међу три најбоља играча за најбољег фудбалера сезоне.

### Гент
После одличних игара у Словачкој, 4. септембра 2020. године, Букари за милион евра прелази у Гент са којим потписује трогодишњи уговор. Био је стандардан играч како у Про Лиги тако и у УЕФА Лиги Европе, где су се у групној фази састали са Хофенхајмом, Црвеном звездом и Слованом из Либереца. За белгијску екипу је играо 35 пута, постигао четири гола и забележио шест асистенција.

### Позајмица Нанту
Добре партије у Генту су га препоручиле једној од најјачих европских лига – Лиги 1. На лето 2021. године Букари је прешао на једногодишњу позајмицу у Нант. Са француским клубом је учествовао у освајању Француског Купа, четвртог у клупској историји, што је означило пласман у УЕФА такмичење после 21 године.

### Црвена звезда
У јуну 2022. године Букари је прешао у Црвену звезду за 3 милиона евра. Дебитовао је на утакмици против Радничког из Ниша и одмах се уписао у стрелце. Сјајне способности је показао и на првој утакмици у дресу Црвене звезде у УЕФА такмичењима, пошто је у победи од 5:0 против Пјуника постигао хет-трик и уписао асистенцију. Посебно се истакао и у вечитом дербију, пошто је постигао један од најлепших голова у утакмицама између Црвене звезде и Партизана.

## Репрезентативна каријера
Букари је дебитовао за репрезентацију Гане 25. марта 2021. године у квалификацијама за Афрички куп нација против Јужне Африке. Добре игре у Нанту и Црвеној звезди су га вратиле у репрезентацију, пошто је од марта 2022. године стандардан део националног тима. 1. јуна 2022. године на утакмици против Мадагаскара у оквир квалификација за Афрички куп нација постигао је први гол у дресу Гане.
Позван је у састав репрезентације за Афрички куп нација 2023.

## Статистика

### Клупска
Ажурирано 5. јула 2024.
|                  |          |                    |     |    |    |   |    |   |   |   |     |    |  |  |
| Тренчин          | 2018/19. | Суперлига Словачке | 22  | 1  | 4  | 2 | 5  | 0 | 2 | 0 | 34  | 3  |  |  |
| Тренчин          | 2019/20. | Суперлига Словачке | 25  | 10 | 4  | 1 | —  | — | 1 | 0 | 30  | 11 |  |  |
| Тренчин          | 2020/21. | Суперлига Словачке | 4   | 1  | —  | — | —  | — | — | — | 4   | 1  |  |  |
| Тренчин          | Укупно   | Укупно             | 51  | 12 | 8  | 3 | 5  | 0 | 3 | 0 | 67  | 15 |  |  |
|                  |          |                    |     |    |    |   |    |   |   |   |     |    |  |  |
| Гент             | 2020/21. | Прва лига Белгије  | 26  | 4  | 2  | 0 | 7  | 0 | — | — | 35  | 4  |  |  |
| Гент             | 2021/22. | Прва лига Белгије  | 0   | 0  | —  | — | —  | — | — | — | 0   | 0  |  |  |
| Гент             | Укупно   | Укупно             | 26  | 4  | 2  | 0 | 7  | 0 | — | — | 35  | 4  |  |  |
|                  |          |                    |     |    |    |   |    |   |   |   |     |    |  |  |
| Нант (позајмица) | 2021/22. | Лига 1             | 24  | 2  | 2  | 0 | —  | — | — | — | 26  | 2  |  |  |
|                  |          |                    |     |    |    |   |    |   |   |   |     |    |  |  |
| Црвена звезда    | 2022/23. | Суперлига Србије   | 29  | 12 | 4  | 0 | 9  | 3 | — | — | 42  | 15 |  |  |
| Црвена звезда    | 2023/24. | Суперлига Србије   | 26  | 7  | 3  | 1 | 6  | 2 | — | — | 35  | 10 |  |  |
| Црвена звезда    | Укупно   | Укупно             | 55  | 19 | 7  | 1 | 15 | 5 | — | — | 77  | 25 |  |  |
|                  |          |                    |     |    |    |   |    |   |   |   |     |    |  |  |
| Каријера         | Каријера | Каријера           | 156 | 37 | 19 | 4 | 27 | 5 | 3 | 0 | 205 | 46 |  |  |
|                  |          |                    |     |    |    |   |    |   |   |   |     |    |  |  |

### Репрезентативна
Ажурирано 5. јула 2024.
| Гана   | Гана     | Гана   |
| Година | Утакмице | Голови |
| ------ | -------- | ------ |
| 2021.  | 2        | 0      |
| 2022.  | 7        | 2      |
| 2023.  | 5        | 1      |
| 2024.  | 3        | 0      |
| Укупно | 17       | 3      |

## Успеси

### Екипно
Нант
- Куп Француске: 2022.[15]

Црвена звезда
- Суперлига Србије (2): 2022/23,[16] 2023/24.[17]
- Куп Србије (2): 2022/23,[18] 2023/24.[19]

### Појединачно
- Тим сезоне у Суперлиги Словачке: 2019/20.[20]